# Regularyzacja funkcją dzeta
Regularyzacja funkcją dzeta – rodzaj regularyzacji lub metoda sumowania, która przypisuje skończone wartości dla rozbieżnych szeregów lub iloczynów. Sposób ten jest obecnie powszechnie stosowany do rozwiązywania problemów fizycznych, lecz pierwotnie wywodzi się z prób nadania dokładnych znaczeń dla źle uwarunkowanych sum w teorii liczb.

## Definicja formalna
Istnieje wiele różnych metod sumowania określanych mianem regularyzacji funkcją dzeta stosowanych do obliczenia wartości potencjalnie rozbieżnych szeregów {\displaystyle a_{1}+a_{2}+\ldots }
Jedną z metod jest zdefiniowanie sumy regularyzowanej funkcją dzeta jako {\displaystyle \zeta _{A}(-1),} gdzie funkcja dzeta jest zdefiniowana dla dużych {\displaystyle \mathrm {Re} (s)} jako
{\displaystyle \zeta _{A}(s)={\frac {1}{a_{1}^{s}}}+{\frac {1}{a_{2}^{s}}}+\ldots }
dla {\displaystyle s} w których ten szereg jest zbieżny, lub stosując przedłużenie analityczne tej funkcji dla pozostałych wartości. W przypadku gdy {\displaystyle a_{n}=n} zastosowana funkcja dzeta staje się zwykłą funkcją dzeta Riemanna. Taką metodę zastosował Euler do „zsumowania” szeregu 1 + 2 + 3 + 4 + …, obliczając {\displaystyle \zeta (-1)=-1/12.}
Inną metodą jest zdefiniowanie potencjalnie rozbieżnego iloczynu {\displaystyle a_{1}a_{2}\ldots } jako {\displaystyle \exp(-\zeta '_{A}(0)).} Ray i Sinker zastosowali tę metodę aby określić wyznacznik dodatniego operatora {\displaystyle A} (laplasjanu rozmaitości riemannowskiej w ich zastosowaniu) z wartościami własnymi {\displaystyle a_{1},a_{2},\dots } W tym konkretnym przypadku funkcja dzeta jest formalnie śladem {\displaystyle A^{-s}.}

## Przykład
Przykładem zastosowania regularyzacji funkcją dzeta jest wyznaczenie wartości oczekiwanej energii próżni w kwantowej teorii pola. Uogólniając, funkcją dzeta można zastosować do regularyzacji całego tensora napięć-energii w zakrzywionej czasoprzestrzeni.
Nieuregulowana wartość energii jest wyznaczona jako suma wszystkich stanów wzbudzonych energii punktu zerowego:
{\displaystyle \langle 0|T_{00}|0\rangle =\sum _{n}{\frac {\hbar |\omega _{n}|}{2}},}
w którym {\displaystyle T_{00}} jest zerowym składnikiem tensora napięć a suma (która może być całką) jest rozumiana jako rozszerzenie na wszystkie (dodatnie i ujemne) stany energetyczne {\displaystyle \omega _{n};} moduł podkreśla, że liczona jest energia całkowita. Suma ta, zapisana w tej postaci, jest zazwyczaj nieskończona (typowo {\displaystyle \omega _{n}} jest w zależności liniowej z {\displaystyle n}). Może ona być uregularyzowana przez zapisanie jako
{\displaystyle \langle 0|T_{00}(s)|0\rangle =\sum _{n}{\frac {\hbar |\omega _{n}|}{2}}|\omega _{n}|^{-s},}
gdzie {\displaystyle s} jest jakimś parametrem w dziedzinie liczb zespolonych. Dla liczb rzeczywistych {\displaystyle s} większych niż 4 (dla przestrzeni trójwymiarowej), suma ta staje się skończona, a więc często może być wyliczona teoretycznie.
Taka suma ma zwykle biegun dla {\displaystyle s=4,} z powodu masowego udziału pola kwantowego w przestrzeni trójwymiarowej. Jednak, dzięki przedłużeniu analitycznemu udaje się uzyskać wartości dla {\displaystyle s=0,} w którym funkcja już bieguna nie ma, a więc wartość wyrażenia jest skończona. Szczegółową analizę tego rozwiązania można znaleźć w pracach na temat efektu Casimira.